# Армяно-грузинская война
Армяно-грузинская война — вооружённый конфликт за контроль над Борчалинским уездом между Первой Республикой Армения и Демократической Республикой Грузия в 1918 году. Трёхнедельный военный конфликт завершился вмешательством британских войск и установлением буферной («нейтральной») зоны между Арменией и Грузией.

## Предконфликтное состояние сторон и причины

### Этнический состав населения спорных территорий
Большую часть населения спорных уездов составляли этнические армяне, а их грузинское население представляло собой лишь незначительное меньшинство. Однако, в области Лори находились богатейшие медные рудники, где один лишь Алавердский медно-химический комбинат производил 3800 тонны меди в год, что составляло одну четвёртую часть выплавки меди всей Российской империи.
Согласно результатам всероссийской переписи 1897 года, на юге Борчалинского уезда и Лорийском участке армяне составляли абсолютное большинство населения. Только на западе участка компактно проживали русские молокане, а в районе Алаверди — греки.
Северная же часть Борчалинского уезда была этнически более пёстрой: армяне составляли несколько менее трети населения, при этом являясь наиболее многочисленной этнической группой, помимо них, там проживало много азербайджанцев, а также значительное число немцев и грузин.
В Ахалкалакском уезде, армянское большинство составляло три четверти населения, в равной степени ощутимым меньшинством являлись кавказские турки, грузины и русские.

### Предыстория

#### Русская революция
После Февральской революции Временное правительство России учредило Особый Закавказский комитет для управления областью. Однако после Октябрьской Революции 11 ноября 1917 года Особый Закавказский комитет был заменён Закавказским комиссариатом с центром в Тифлисе. Комиссариат заключил Эрзинджанское перемирие с Османской империей 5 декабря 1917 года, окончив локальный вооружённый конфликт с Османской империей. Закавказский Комиссариат активно стремился подавить большевистское влияние, одновременно проводя путь к независимости Закавказья от большевистской России. Это включало создание законодательного органа — Закавказского сейма, которому комиссариат передал свои полномочия 23 января 1918 года после разгона большевиками Учредительного собрания России. Сепаратистская и антибольшевистская повестка дня привела Закавказье к конфликту с центральной властью. 3 марта большевики подписали Брест-Литовский договор, ознаменовавший выход России из Первой мировой войны. В договоре Россия согласилась вернуть территории, полученные в результате Русско-турецкой войны (1877—1878), мало заботясь о том, что эта территория находилась под контролем армянских и грузинских сил. Конференция Трапезундские переговоры между Османской империей и Сеймом началась 4 марта и продолжалась до апреля. Османы предложили отказаться от всех амбиций империи на Кавказе, взамен признания повторно приобретённых восточно-анатолийских провинций, присуждённых в Брест-Литовске.
Турецкая делегация требовала признания Сеймом Брест-Литовского мирного договора, согласно которому Батум, Карс и Ардахан, так же, как и Закавказские территории, занятые Турцией c момента начала военных действий, должны были быть признаны частью Турции. Армянская и грузинская делегации были против принятия этих требований, но азербайджанская делегация была согласна принять их, так как спорные территории к ним не относились и среди азербайджанских делегатов были распространены пантюркистские настроения. Немусульманское большинство Сейма проголосовало за войну против Османской империи 13 апреля, и на следующий день закавказская делегация была отозвана в Тифлис.
В ответ османская армия начала наступление и заняла Батум, но была остановлена армянскими силами у Карса. 22 апреля Турция и Закавказский сейм договорились о перемирии и возобновлении мирных переговоров.

#### Независимость
В ходе переговоров на мирной конференции (Трапезундские переговоры), представители Османской империи оказывали большое давление на Закавказскую делегацию, требуя провозгласить независимость, поскольку они были готовы подписать договор с Закавказьем только в том случае, если оно будет независимо от России. Закавказский сейм 31 марта отозвал своих представителей для обсуждения Османской позиции. 5 апреля глава Закавказской делегации Акакий Чхенкели принял Брестско-Литовский мирный договор в качестве основы для дальнейших переговоров. Сейм также провозгласил официальную независимость от Советской России, провозгласив 22 апреля создание Закавказской Демократической Федеративной Республики.
К тому же, правительство Закавказской Демократической Федеративной республики, возглавляемое в основном грузинскими меньшевиками, дало приказ армянским частям покинуть Карсскую крепость, которая была способна многие месяцы удерживать турецкое наступление. Армянские части покинули крепость, которую затем заняли турецкие солдаты.
Тем не менее, военные действия между новой республикой и Османской империей возобновились, и к 25 апреля османская армия взяла под свой контроль Карс и в значительной степени вернула свои довоенные позиции. 11 мая в Батуме началась новая мирная конференция между Закавказской Республикой и Османской империей. На конференции османы далее расширили свои требования, включив в них Тифлис, Александрополь и Эчмиадзин. Османская армия возобновила боевые действия 21 мая битвой при Сардарапате, битвой при Баш-Апаране и битвой при Каракилисе.
К этому моменту, ведущие грузинские политики рассматривали союз с Германией как единственный способ предотвратить резню грузин Османской империей. Следовательно, Грузинский национальный совет провозгласил независимость Демократической Республики Грузия 24 мая, а через два дня подписал договор в Поти с Германией, поставив себя под немецкую защиту. На следующий день Национальный совет Азербайджана объявил о создании Азербайджанской Демократической Республики. Армянский национальный совет, от которого в значительной степени отказались союзники, провозгласил свою независимость 28 мая.
Германия летом 1918 года ввела свои войска в Грузию, в то же самое время в Армению были введены турецкие войска Турция 4 июня 1918 подписала договоры «о мире и дружбе», по которым к Турции, кроме Карской, Ардаганской и Батумской областей, отходили Ахалкалакский уезд, часть Ахалцихского уезда, Сурмалинский уезд, части Александропольского, Шарурского, Эчмиадзинского и Эриванского уездов, которые удерживались Турцией до конца Первой мировой войны.
Батумский договор предоставил османам южную половину этнически армянских Борчалинского и Ахалкалакского уездов, но не определил твёрдо границы между новыми Закавказскими государствами.
После эвакуации турецких войск из Ахалкалакского и Борчалинского уездов, турки предложили занять эту территорию Армении, а немцы — Грузии Первыми, 4-5 декабря 1918 года, в оставленные турками уезды успели вторгнуться грузинские войска, И отклоняя прямые предписания Турции к Тифлису, грузинские солдаты при поддержке немецких офицеров взяли под контроль указанные уезды и установили заставу вдоль реки Дзорагет.

#### Первые столкновения
В начале октября 1918 года османы отступили от южного Лори, что ликвидировало территориальный буфер между Арменией и Грузией. Армянские военные быстро заполнили пустоту, взяв под свой контроль большую часть юга Лори 18 октября, и не встретив какого-либо сопротивления последовали дальше на север. Первый инцидент между Арменией и Грузией произошёл в тот же день, когда армянский армейский отряд захватил железнодорожную станцию в селе Кобер близ Туманяна и отказался от последующего требования немцев об отступлении. Местные пограничники обратились за помощью, и грузинское правительство ответило отправкой двух бронепоездов и отряда в 250 солдат, что вынудило армян покинуть Кобер. Пять дней спустя, три армянские роты атаковали и разгромили немецкий гарнизон вблизи села Карин. Ранее грузинское правительство в Тифлисе получило письмо от премьер-министра Армении Ованнеса Каджазнуни, в котором настаивалось, что Грузия не может иметь претензий к Лорийскому району, и во избежание катастрофического кризиса для обеих стран грузинские войска должны покинуть регион. Столкновения усилились с 25 по 27 октября, и ни одна из сторон не получила преимущества, пока грузины не направили роту, усиленную бронепоездом, для поддержки своих немецких союзников. Буквально через день, грузинское правительство получило телеграмму из Армении с разъяснением того, что эти нападения являются результатом недоразумения, и предложило созвать конференцию для решения пограничного вопроса. 27 октября, армянские войска покинули два оккупированных села, и отступили на юг.

#### Провальные дипломатические переговоры
Армения и Грузия начали двусторонние переговоры в ноябре 1918, после того как грузинская сторона направила посла по особым поручениям в Эривань. Одновременно, Грузинское правительство пригласило недавно независимые правительства Кавказа в Тифлис, для конференции с целью определения границ и решения общих вопросов. Общая идея проведения конференции была хорошо воспринята правительством Армении, однако правительство Армении не согласилось с масштабом и быстрыми сроками проведения конференции. В частности, Армения не была заинтересована в обсуждении пограничных вопросов на конференции. Армения указала, что будет участвовать в конференции, признавая быстро меняющуюся политическую обстановку после Первой мировой войны, но вновь подчеркнула, что они не будут обсуждать вопросы делимитации.
В общем, несмотря на это, официальный Тифлис стоял на незыблемости южных границ Тифлисской губернии как новых государственных рубежей Грузии. Тогда как, правительство Армении утверждало, что границы бывших имперских губерний не следует принимать во внимание, как не соответствующие ни этническим ни историческим границам, которым межгосударственная граница должна соответствовать.
Армянская сторона также напоминала грузинской о том, что ещё в 1917 году в ходе Закавказской земской конференции в Петрограде грузинские социалисты, возглавившие год спустя правительство независимой Грузии, обещали руководству армянских националистических партий пересмотреть ряд административных границ в соответствии с этническим принципом На основании этого обещания правительство Армении требовало от Грузии отказаться от ряда пограничных территорий, на которых армянское население составляло большинство. Согласно утверждению официального Тифлиса в 1919 году, указанные армянской стороной договорённости не являлись собственно договорённостями, а лишь проявлением конструктивной инициативы, и не могут быть приемлемы при определении государственных границ.
Конференция началась в Тифлисе 10 ноября, в ней приняли участие только Азербайджанская Демократическая Республика и Горская республика. Армянская делегация первоначально заявила, что они не смогли присутствовать из-за плохого железнодорожного сообщения между Эриванью и Тифлисом. Грузинская делегация предложила отложить начало конференции до 13 ноября, но Армения отказалась по ряду причин, включая отсутствие или готовность и ясность по ряду вопросов. Армянская делегация продолжала откладывать, и для того, чтобы разместить армян, Грузия сначала перенесла начало конференции на 20 ноября, а затем на 30 ноября. После последней задержки, конференция распалась, и через пять дней, 5 декабря, грузинская миссия во главе с Симоном Мдивани покинула Эривань. Грузия впоследствии сообщила Армении о своей готовности исключить обсуждение пограничных споров из программы конференции, но Армения в очередной раз отложила ответ, предположительно из-за саботажа телеграфных линий.
Перед отъездом из Эривани, миссия Симона Мдивани провела переговоры с правительством Армении, в ходе которых Армения заявила о готовности отказаться от претензий в Ахалкалаки и Борчало, если грузины либо помогут им вернуть Карабах, либо поддержат с историческими территориальными претензиями в Западной Армении. Грузинское правительство, однако, отклонило такие предложения, поскольку не желало ввязываться в очередной конфликт с Османской армией. На фоне провала переговоров, Грузия развернула войска в приграничных сёлах, что лишь усилило напряжённость.
Грузия угнала весь подвижной состав железной дороги, блокировала любой подвоз продовольствия с севера и заявила, что Армения — государство нежизнеспособное. В Армении из-за блокады (единственный транспортный коридор Армении в Россию — железная дорога — проходила через подконтрольный независимой Грузии Батум) начался голод, до 1918 года треть всего продовольствия Армения получала из России. Армения, по словам Ричарда Ованесяна, в 1918—1919 годах «стала страной смерти».

## Военные действия

### Армянское наступление
В начале декабря 1918 года, грузины столкнулись с восстанием в Лорийском районе, главным образом в селе Узунлар. Местный гарнизон в деревне Узунлар был атакован недовольными местными жителями, в результате один грузинский солдат был убит, а остальные солдаты разоружены и взяты в плен. Грузины утверждали, что армянские солдаты из 4-го пехотного полка маскировались под бандитов и разжигали восстание. В то же время, Армения заняла позицию, что эти события являются результатом репрессивной политики Грузии по отношению к местному этническому армянскому населению. В ответ, генерал Варден Цулукидзе направил в этот район отряд из 200 солдат для подавления беспорядков. Отряд, однако, оказался не способен что-либо изменить, поскольку был отброшен назад тяжёлым артиллерийским огнём.

#### Борчалийский район (Лори)
К штабу Цулукидзе в Санаине, застав врасплох, быстро подошли и осадили регулярные подразделения армянской армии, в результате завязались ожесточённые бои вокруг железнодорожного вокзала. Армяне саботировали[как?] рельсы, а также устроили засаду и захват бронепоезда, который перевозил две грузинские пехотные роты. Цулукидзе отступил из Санаина в Алаверди — который также был атакован армянскими силами. Цулукидзе, используя артиллерию поездов, сошедших с рельсов, прикрыл отступление своих войск. Грузинское подкрепление прибыло 12 декабря и закрепилось на высотах вокруг Алаверди, но свежим силам не удалось освободить из окружения 60 грузин, которые остались на рельсах между двумя деревнями. Ещё один поезд с подкреплением сошёл с рельсов в тот же день. На тот момент, у грузин было менее 700 военнослужащих, участвовавших в боевых действиях, при этом большинство из них заняли оборонительные позиции в Алаверди, оснащённые несколькими орудиями и миномётами. В декабре, 13-го их окружили около 4 тысяч армянских солдат из полков 1-й и 2-й стрелковых дивизий. Столкнувшись с безнадёжной ситуацией, генерал Цулукидзе дал приказ об общем отступлении и сделал успешный прорыв в сторону Садахло.
Одновременно с этим, с 12 по 14 декабря, грузинские войска под командованием генерала Цицианова были атакованы армянскими войсками в районе сёл Воронцовка и Привольное. 12 декабря отряд национальной гвардии, охранявший Воронцовку, был отозван в Тифлис для участия в военном параде, посвящённом 1-й годовщине создания Национальной гвардии Грузии. Несколько сотен солдат Цицианова, хотя и уступали численно, оказали жестокое сопротивление своей артиллерией, используя осколочные боеприпасы в упор. В конце концов армянам удалось захватить оба города. Грузинские силы, имеющие более 100 убитых и понёсшие некоторые потери в имуществе и технике, отступили в сторону Катариненфельда. 14 декабря армяне, которые уже собрали более 6500 регулярных войск при поддержке тысячи местных ополченцев, разгромили оставшееся сопротивление в треугольнике Александровка-Воронцовка-Привольное. К концу второго дня нападения, армянская армия захватила почти все спорные деревни, включая Санаин и Алаверди. Грузинские солдаты и беженцы начали эвакуировать людей из района поездом 17 декабря. Грузины понесли тяжёлые потери, оставив позади сотни пленных, один поезд и два сошедших с рельсов бронепоезда. Левый фланг армянской армии, под командованием полковников Никогосова и Королькова, выполнили решительные фланговые манёвры, которые застали врасплох и окружили грузин в Айруме, завершив взятие города 18 декабря. Несмотря на успешный прорыв, грузинские 5-й и 6-й пехотные полки потеряли около 560 человек убитыми, ранеными или взятыми в плен, а также бросили в общей сложности 25 пулемётов и две пушки.
В тот же день, армянский авангард выступил к Садахло, где силы Цулукдизе укрепились на станции и близлежащих стратегических высотах. Первая армянская атака была отбита, и для того, чтобы обойти защитников с фланга, на следующий день был захвачен город Шулавери. Корольков призвал всех армянских мужчин в этом районе, способных сражаться, чтобы мобилизовать и поддержать наступление армии. 20 декабря армяне блокировали жизненно важный вокзал, соединявший Садахло с Тбилиси, что помешало подвозу дальнейшего подкрепления. На следующий день они сосредоточили свою артиллерию и начали атаку на город, но были отбиты и понесли большие потери из-за оборонявшихся грузин, которые были оснащены бронепоездом. Используя тот же поезд, оставшиеся грузинские войска вырвались из окружения, чтобы присоединиться к оборонительной линии дальше на север. После этого поражения, Цулукидзе был отправлен в отставку и был заменён генералом Сумбаташвили. Грузинская армия уже мобилизовалась в Лорийском районе и начала готовиться к крупной контратаке.

#### Ахалкалакский район
Менее значимыми были столкновения в Ахалкалакском районе. Армянской операции мешало массовое грузинское военное присутствие, на территории района находилось более 6000 военнослужащих под командованием генерала Авеля Макашвили. Несмотря на разногласия, армянские войска перешли в наступление, захватив четыре деревни. Макашвили потребовал, чтобы они немедленно покинули этот район, иначе будут приняты карательные меры. 14 декабря армяне выполнили требование и покинули деревни, но возобновили свои атаки через несколько дней, на этот раз при поддержке кавалерии. Село Троицкое несколько раз переходило из рук в руки, пока грузины окончательно не вернули его и не отбросили все армянские части из этого района. 19 декабря армянские войска вновь попытались взять Троицкое, но были отбиты, потеряв 100 человек под грузинским пулемётным огнём. Из-за сильных зимних штормов, ни одна из сторон не смогла добиться военного прорыва в регионе. Столкновения в районе Ахалкалаки прекратились до конца войны, в то время как все грузинские войска должны были остаться, по приказу высшего командования, несмотря на критическую ситуацию в Лори.
|

### Грузинская контратака

#### Екатериненфельдская операция
Армянская армия продолжала наступление и заняла большинство армянских деревень в провинции Борчали, затем вошла в город Болнис-Хачен вблизи сильно сражённого Екатериненфельда и находилась всего в нескольких десятках километров от грузинской столицы. Хотя нападение на Тифлис не было главной целью армян, это было тревожной и непосредственной угрозой для грузинского правительства. Приказ о мобилизации был дан не ранее 18 декабря и утверждён лишь через 2 дня. Командующим плохо дисциплинированными грузинскими отрядами Национальной гвардии в Екатериненфельде был назначен Джугели, а генерал Ахметашвили был назначен главнокомандующим грузинской армией на Лорийском театре военных действий. 600 человек Джугели расположились лагерем на плохо и небрежно организованных позициях, даже не выставив охрану, что позволило армянским ополченцам подкрасться к ним посреди ночи, захватить несколько пушек и пулемётов, и расположиться на крышах, удивив грузин. Однако, несмотря на удачное армянское наступление, грузины во главе с Джугели, находясь под обстрелом, сумели отбить технику в ближнем бою и вынудили армян покинуть город, но понесли большие потери, имея 30 убитых и 70 раненых. Армянские иррегулярные части также понесли тяжёлые потери во время отступления — 100 убитых и 100 взятых в плен, когда их настигла грузинская кавалерия во главе с полковником Чолокашвили. Грузинские войска переправились через реку Храми с первой основной целью разгромить армянские силы в районе Дагети-Самшвилде. Армянские войска, в том числе 500 хорошо вооружённых ополченцев, были атакованы грузинской артиллерией, и 24 декабря деревни Дагети, Болниси, Хачен и Самшвилде были захвачены грузинской армией, ликвидирующей большую часть сопротивления местного населения.

#### Шулаверская операция
С изгнанием грузинских войск под командованием Цулукидзе из Садахло армяне фактически контролировали большую часть спорных районов в Борчалинском уезде, за исключением Екатериненфельда, который грузины отбили. Реагируя на требование Дро, который прямо угрожал нападением за пределами Храми и косвенно нападением на Тифлис, если грузины не уступят и официально не передадут Ахалкалакский район Армении, грузины быстро перешли от оборонительной позиции к наступательным операциям. Правительство Грузии назначило своего самого уважаемого военачальника генерала Мазниашвили командующим планируемой операцией «Шулавери», при поддержке генералов Квинитадзе и Сумбаташвили. 24 декабря армяне, оборонявшие железнодорожную станцию Ашага-Сераль, были застигнуты врасплох и разгромлены грузинской кавалерийской атакой при поддержке артиллерийского огня бронепоезда. Всего несколько часов спустя грузинская пехота вошла в несколько деревень и маленький Шулавери и заняла железнодорожный мост, в то время как один батальон очистил стратегическую гору между Ашагой и Шулавери. Эти действия позволили Генштабу приблизиться к линии фронта на станции. Силы Дро сохраняли инициативу, поскольку у них было превосходство в численности и позициях, в то время как грузины все ещё собирали достаточные силы для решительных атак. Вместо этого Мазниашвили прибегнул к глубоким обходным манёврам отдельных местных пехотных и кавалерийских отрядов, чтобы предотвратить скоординированное наступление армян, в то время как основная армия все ещё собиралась.
Если бы армяне начали наступление до того, как грузинская армия прибыла в полном составе, ничто не помешало бы им взять Тифлис. План Мазниашвили состоял в том, чтобы отвлечь внимание диверсионными манёврами с фланга, которые угрожали Шулавери и стратегически важному железнодорожному соединению. Армянское командование в ответ развернуло и сконцентрировало основную часть своей армии в Шулавери и вокруг него, заняв оборонительные позиции и мобилизовав все имеющиеся силы для противостояния потенциальному грузинскому наступлению на город. Мазниашвили удалось осуществить свой план. Он сосредоточил все имеющиеся у него под рукой войска, около 1000 человек, для нескольких одновременных атак на флангах, захватив ряд деревень вокруг Шулавери 25 декабря. К северу от Шулавери, батальон грузинской национальной гвардии захватил гору, непосредственно обращённую в сторону города, заняв решающий стратегический опорный пункт, который контролировал большую часть территории. Почти сразу же последовала атака на сам Шулавери, осуществлённая артиллерией и двумя грузинскими самолётами, которые сбросили бомбы на армянские позиции.
Общий штурм был запланирован на следующий день, 26 декабря. Однако батальон, который должен был охранять гору, оставил её для пополнения запасов и отдыха, поскольку солдатам было неудобно отдыхать на самой горе. В результате, армяне вновь её заняли, но в тот же день были выбиты. Как ни парадоксально, но вскоре после этого произошло точно такое же событие. Грузины вновь покинули гору по той же причине, потеряв её в третий раз. Командир батальона отказался от командования из-за поведения своих людей. В результате операция была отложена до 27 декабря. Мазниашвили попытался взять Шулавери лобовой атакой, лично возглавив штурм, но был отбит армянскими защитниками. Через день армяне были усилены другим полком, и грузинская армия, сопровождаемая 2-часовым артиллерийским обстрелом, возобновила своё наступление примерно с 3500 человек и смогла захватить стратегические высоты к востоку от города, поставив себя в выгодное положение. Шулавери был отбит к вечеру того же дня, когда грузинский Генеральный штаб вошёл в город 29 декабря. Потеряв почти 200 убитыми и многими ранеными, армянская армия разделилась на две группы и отступила. Одна из групп, направлявшихся в сторону Садахло вдоль железнодорожной линии, была перехвачена и рассеяна грузинской кавалерией. Другая группа отступила к деревне Сиони. Спустя 24 часа, 30 декабря грузины захватили Садахло после того, как оно несколько раз переходило из рук в руки, и село Ламбало.

#### Патовая ситуация
Грузинское командование не было вовремя проинформировано своим правительством о предстоящем прекращении огня в 24 часа 31 декабря и планировало нанести удар первого января. Армянское командование, точно зная временные рамки ведения боевых действий, начало 30 декабря концентрировать отступающие из Садахло части и прибывающие из тыла резервы в районе станции Айрум, в сторону хребта Ламбало. В последующих боях 31 декабря ни одна из сторон не достигла своих целей. Армяне смогли снова взять Ламбало, но не смогли взять Садахло, окопавшись на ближайшей железнодорожной станции, в то время как грузины удерживали сам город Грузины с другой стороны не смогли вернуть Ламбало после нескольких попыток, даже после прибытия дополнительного подкрепления. Обе армии стояли на неудобных позициях. 1 января 1919 года военные действия прекратились, и командующие армиями двух стран провели мирные переговоры, которые продолжились в Тифлисе. Конфликт был официально прекращён 9 января с участием британского посла по особым поручениям.

## Итоги войны
По настоянию Великобритании было подписано мирное соглашение в деревне Садахло ночью 31 декабря. На 1 января 1919 года боевые действия были прекращены и начались переговоры. Уже 9 января в Тифлисе началась конференция с участием Грузии, Армении и Британии. По новому соглашению, подписанному 17 января в Тбилиси, до решения Верховным советом Антанты вопроса о границах между Грузией и Арменией северная часть Борчалинского уезда передавалась Грузии, южная — Армении, а средняя объявлялась «нейтральной зоной» и административно подчинялась английскому генерал-губернатору.

## Последствия
16 декабря 1918 года все жившие в Грузии армяне мужского пола от 18 до 45 лет были объявлены военнопленными и помещены в концентрационный лагерь под Кутаисом.
Новой турецко-армянской войны можно было бы избежать, если бы Армении удалось заключить военный союз с Грузией, направленный на совместную защиту независимости и территориальной целостности закавказских республик от турецкой и советской экспансии. В середине августа армянское правительство под влиянием нового британского верховного комиссара в Закавказье Клода Стокса предприняло некоторые шаги в этом направлении, однако власти Армении и Грузии не смогли преодолеть существующие между ними разногласия.
6 ноября 1920 года меньшевистская Грузия отказалась помочь Армении во время Армяно-турецкой войны и заявила о своём нейтралитете.
13 ноября грузинские войска взяли под свой контроль нейтральную зону, установленную между двумя государствами в начале 1919 года. Это было сделано с согласия правительства Армении, которое пыталось таким образом предотвратить турецкую оккупацию этой спорной территории. Грузинские войска, однако, на этом не остановились и, продолжая движение на юг, захватили весь сектор Лори, на который Тифлис претендовал со дня провозглашения независимости. По результатам спешно проведённого «плебисцита» Грузия присоединила эту территорию. 15 ноября представитель кемалистского правительства в Тифлисе предоставил Грузии гарантии территориальной целостности в награду за её нейтралитет в армяно-турецком конфликте.
В ночь на 12 февраля 1921 в Борчалинском (Лори) и Ахалкалакском районах местные силы подняли антигрузинское восстание.
После советизации Грузии, которая произошла совместными силами кемалистов и большевиков, вопреки недавно заключённым договорённостям, весь регион Лори был передан Советской Армении.
Также вопрос о принадлежности Ахалкалакского уезда был поднят ещё раз. Вопрос сначала был обсуждён на пленуме Кавбюро ВКП(б) 7 июля 1921 года, однако, по предложению Сталина, право принятия окончательного решения было передано ЦК КП Грузии. Согласно решению ЦК КП Грузии Ахалкалакский уезд был оставлен в составе республики по «экономическим причинам».

## Хронология войны
- Ноябрь — Занятие армянскими войсками Ахалкалакского (население: 76 446 армян против 6 578 грузин) и Борчалинского (население: против 63 148 армян проживало всего 7 533 грузин) уездов Тифлисской губернии.
- 6 декабря 1918 года — Завершение эвакуации турецких войск из Азербайджана и Армении.
- 9 декабря 1918 года — Начало боевых столкновений армянских и грузинских войск в Ахалкалакском и Борчалинском уездах, продолжившихся до 31 декабря 1918 года.
- 12-14 декабря 1918 года — Грузино-армянско-английские трёхсторонние переговоры в Тифлисе. Соглашение о высадке в Грузии английских войск. Нападение армянских формирований на грузинские части в городе Санаин Борчалинского уезда Тифлисской губернии.
- 15 декабря 1918 года — Высадка английских войск в Поти.
- 25 декабря 1918 года — Английские войска в Тифлисе.
- 26 декабря 1918 года — Завершение эвакуации германских войск из Грузии.
- 31 декабря 1918 года — Заключение перемирия между Арменией и Грузией в Тифлисе, при посредничестве англичан.
- 17 января 1919 года — Соглашение между Грузией и Арменией на мирной конференции в Тифлисе, по которому до решения Верховным советом Антанты вопроса о границах между Грузией и Арменией северная часть Борчалинского уезда передавалась Грузии, южная Армении, а средняя (в ней находились Алавердские медные рудники) объявлялась «нейтральной зоной» и административно подчинялась английскому генерал-губернатору.[27]